# 春初めてのカッコウの声を聴いて
『春初めてのカッコウの声を聴いて』（はるはじめてのかっこうをきいて、英語：On Hearing the First Cuckoo in Spring）は、フレデリック・ディーリアスが1912年に作曲した音詩。『川面の夏の夜』（Summer Night on the River）とともに『小オーケストラのための2つの小品』（Two Pieces for Small Orchestra）を構成している。

## 概要
ディーリアスは1910年頃に、友人のパーシー・グレインジャーに宛てて手紙を書き、その中で、自分の音楽がイギリスでは無視されていることを嘆いていた。そこでグレインジャーは、イギリスには小編成の優れたアマチュア楽団がたくさんあるので、これまでのような大編成の作品ではなく、小編成のオーケストラ作品を書いてみてはどうかと提案、それに従って作曲されたのが『春初めてカッコウを聞いて』と『河の上の夏の夜』である。今日、『春初めてカッコウを聞いて』はディーリアスの作品中最も親しまれている。

## 初演
世界初演は1913年10月23日にライプツィヒで行われた。イギリス初演は1914年1月20日にウィレム・メンゲルベルク指揮ロンドン・フィルハーモニック協会のオーケストラによる。曲は、友人のバルフォア・ガーディナー (1877-1950) に献呈されている。

## 編成
変則的な2管編成の小編成オーケストラのために書かれている。
- フルート1[2]
- オーボエ1[2]
- クラリネット2[2]
- ファゴット2[2]
- ホルン2[2]
- 弦5部[2]

## 構成
弦楽器を伴奏に、クラリネットによるカッコウの声とオーボエの断片的な旋律を含んだ序奏で始まる。やがて、序奏のカッコウの声から派生した旋律が弦楽パートに現れる。第1ヴァイオリンに委ねられた第2主題は、グリーグも用いたノルウェー民謡『オーラの谷で』から採られている。クラリネットがカッコウの声とともに戻って来て、やがて牧歌的な基調のまま締め括りを迎える。
『オーラの谷で』は、グレインジャーが初めてディーリアス邸を訪れた際にディーリアスの前で弾いて聞かせたと言われている。

### 注
1. ↑  『19のノルウェー民謡集』作品66で用いられている[2]